# Murn (priimek)
Murn je priimek več znanih Slovencev:
- Albert Murn (1931-2001), muzejsko društvo Škofja Loka
- Aleš Murn (*1980), igralec badmintona
- Blaž Murn, arhitekt, vizualni umetnik
- Josip Murn, urednik, časnikar
- Josip Murn Aleksandrov (1879—1901), pesnik
- Marjan Murn, slikar, grafik
- Mateja Murn Zorko, kontrabasistka
- Miha Murn, umetnik in galerist, predsednik AAM Corporation
- Rudolf Murn (1930—2016), elektronik, računalnikar, informatik, inovator
- Tina Murn, atletnija (tekačica)
- Uroš Murn (*1975), kolesar
- Vane Murn (1912—?), politični delavec